# دينيس بيشيكوف
دينيس بيشيكوف (من مواليد 12 أبريل 1983) المعروف باسم المخلوق المرتعش هو لص روسي وقاتل متسلسل، قتل 14 شخصًا مسنًا بين عامي 2002 و2003 في إقليم موسكو وفلاديمير أوبلاست.

## السيرة الشخصية
ولد في 12 أبريل 1983 في عائلة في مستوطنة بولاناش سفيردلوفسك أوبلاست، لكنه ولد بمرض خلقي. كانت طفولته سعيدة ولكن بعد انهيار الاتحاد السوفيتي تُرك والده بلا عمل وسرعان ما مات والده. وقعت كل مخاوف الأسرة على أكتاف الأم ليوبا إيفانوفنا، التي كانت تعمل في محطة راديو أرتيوموفسك، التي لم تلاحظ كيف كان ابنها يبتعد عن الطريق الصحيح. سرعان ما تزوجت ألكسندر أنوشين سائق قاطرة كهربائية، لكنه تبين أنه مدمن على الكحول ولم يحاول حتى الاعتناء بالطفل. ترك بيشيكوف المدرسة بعد الصف الخامس، وذهب مرارًا وتكرارًا إلى الشرطة بتهمة السرقة والشغب. ظاهريًا بدا وكأنه صبي متواضع وخجول.
جاء بيشيكوف إلى موسكو في يونيو 2000. بعد عام تم القبض عليه لمحاولته سرقة جهاز الراديو من سيارة. تم الإعلان عن أنه مطلوب على القائمة الفيدرالية لكن لم يتم البحث عنه بجدية. استقر بيشيكوف في البداية في منطقة فلاديمير أوبلاست مع صديقه، ولكن بعد فترة وجيزة، التقى بفتاة بدأ يعيش معها. في البداية عمل على بناء منازل ريفية ثم في متجر إطارات، لكنه لم يمكث هناك لفترة طويلة. بعد ذلك خدع شريكه بأنه كان يعمل، فأعاد إلى الوطن الأموال التي أخذها من منازل المتقاعدين الذين قتلهم.
ووقعت جريمة القتل الأولى التي نفذها بيشيكوف في 29 مارس 2002 في قرية باشنيفو في مقاطعة أوريكوفو-زويفسكي. سرق 3000 روبل من منزل المتقاعد المقتول ليبيديف. وقعت جريمة القتل التالية في 8 نوفمبر 2002 في قرية بوتوتشينو في موسكو أوبلاست، ولكن هذه المرة حصل على مكافأة أقل من 700 روبل. وقتل الضحية التالية في 17 يناير 2003 لكنه لم يستطع سرقة أي نقود لأنه لم يجد شيئًا في المنزل.
في عدد من الحالات أخذ بيشيكوف أيضًا طعامًا من ثلاجة المتقاعدين الذين قتلهم، وأحيانًا أثناء تواجدهم في مسرح الجريمة. في 18 مارس 2003 ارتكب بيشيكوف جريمتي قتل متتاليتين في قرية غوبين حيث سرق 950 روبل وقطعة من النقانق. في 31 مارس من نفس العام ارتكب جريمتي قتل أخريين في قرية كوروفينو حيث سرق ما مجموعه 1120 روبل من كلتا الجريمتين. هذا يشير إلى أنه لم يكن يسرق وكان يقتل بدلاً من ذلك. في 3 أبريل 2003 ارتكب آخر جريمة قتل له في قرية غورا مما أسفر عن مقتل أحد المتقاعدين وابنته البالغة من العمر 50 عامًا. لكن الابنة نجت بأعجوبة.
تم القبض على بيشيكوف في مدينة ليكينو دوليوفو. عندما كان يسير في الشارع ويبحث عن مكان آخر للسطو، لاحظه أحد المتقاعدين. اتصل بالشرطة وبدأ على مسؤوليته الخاصة في ملاحقة الجاني. سرعان ما تم القبض على بيشيكوف في شارع مهجور. بدأ في الإدلاء بشهادته في الطريق إلى مركز الشرطة معترفًا بجميع جرائم القتل. إلا أنه لم يرد للمستجوبين، ووفقًا لروايات المحققين: «لم يفهم بيشكوف حتى ماذا يريدون منه سوى تعاونه مع التحقيق».
في يوليو 2004 حكمت المحكمة على دينيس بيشيكوف بالسجن مدى الحياة. وكتب في عريضة الرأفة: «ارحمني! أي شيء غير الحياة!». أيدت المحكمة العليا لروسيا الحكم دون تغيير، وبعد ذلك تم إرسال بيشيكوف إلى سجن وايت سوان.